# Pont de Venterol
Le pont de Venterol est un pont routier qui franchit la Durance à 15 kilomètres environ en aval du barrage de Serre-Ponçon. Il est situé dans le département des Alpes-de-Haute-Provence, mais son extrémité nord, sur la rive droite de la Durance, est à la limite des Hautes-Alpes. 

## L'ancien pont suspendu
Le pont ancien, qui a subsisté jusqu'en octobre 2009, avait été construit en 1864 en remplacement d'un bac, dit « bac de l'archidiacre », peu sûr. C'était un pont suspendu, long de 53,6 mètres en une seule travée. La chaussée mesurait 2,20 mètres de large et était bordée, sauf dans les portiques d'extrémité, par deux trottoirs de 40 centimètres.
Le tablier était soutenu par deux doubles câbles. En raison de la proximité de la colline côté nord, qui limitait l'espace nécessaire au développement des câbles d'ancrage sur cette rive, les câbles étaient de ce côté portés par un portique massif, et rabattus dans deux ancrages en béton au ras de ce portique. Côté sud, ils étaient plus traditionnellement portés par deux obélisques, avec ancrage au sol à distance.

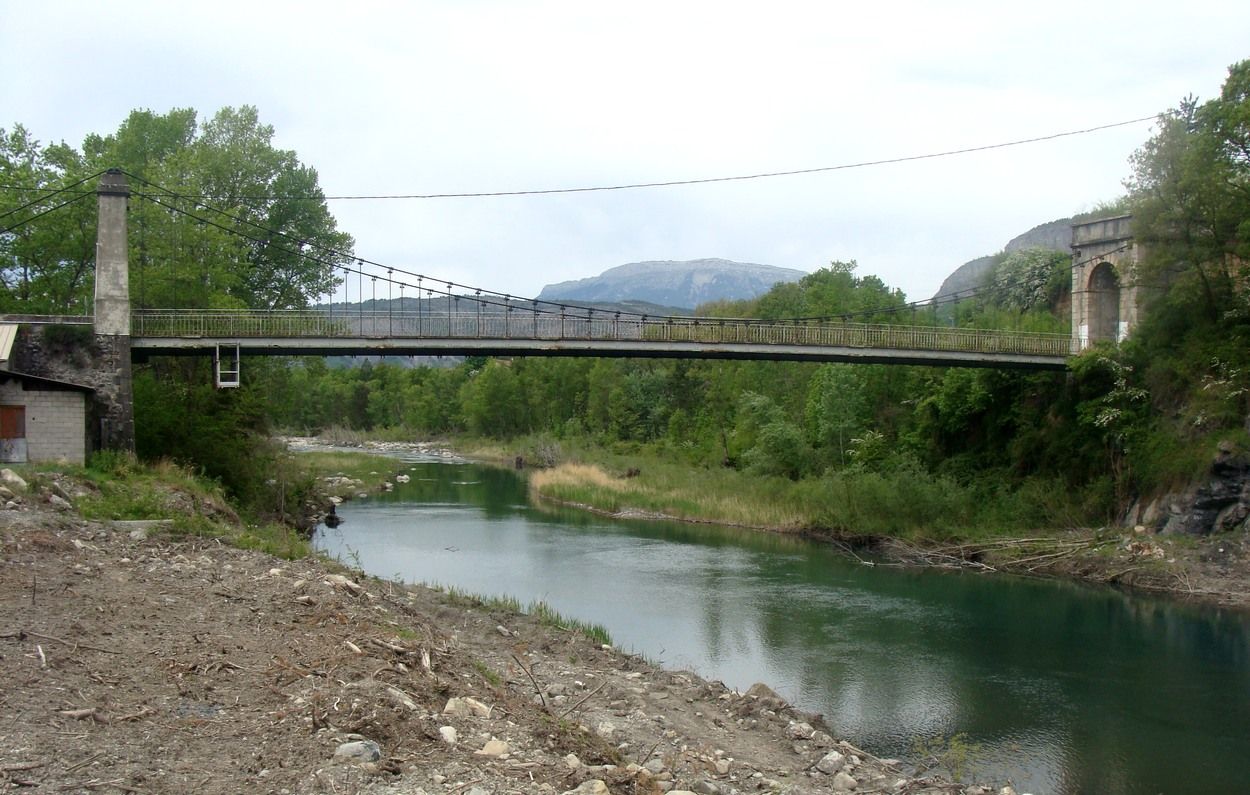
L'ancien pont suspendu vu de l'amont (mai 2009).
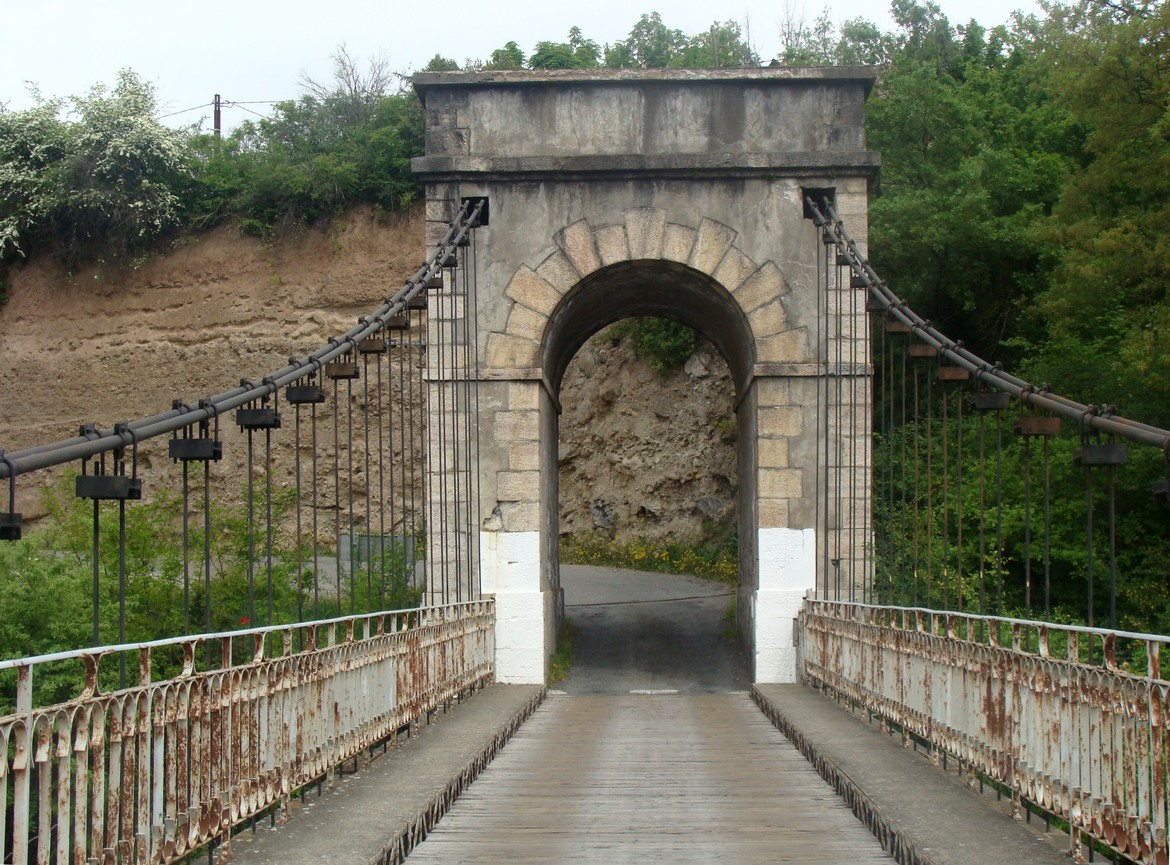
La chaussée en bois, et l'arche porteuse de la rive droite.

La solidité de ce pont était douteuse. Dès 1886, les ingénieurs des Ponts et chaussées demandaient des améliorations. La charge utile fut limitée à 2 tonnes par essieu. Le tablier, en bois, fut renforcé par un poutrage métallique. Une nacelle, glissant sous le tablier, fut installée pour en permettre le contrôle. Plus récemment, des résistances métalliques ont été placées dans les pièces métalliques d'ancrage des câbles. La charge autorisée est restée limitée à 3,5 tonnes.
Ce pont était, jusqu'à sa disparition récente, un des spécimens les plus caractéristiques de ce type de construction dans la région. Il a été fermé en octobre 2009, puis démoli, en vue de laisser place à un pont plus moderne.

## Le pont métallique duXXIesiècle
Le nouveau pont, construit entre la fin de 2009 et le printemps 2010, est porté par deux poutres de 57 mètres de long, d'une seule portée. Le tablier, de 5 mètres de large, a été fixé par 500 micro-pieux dans les culées d'extrémité. Le coût de la construction a été de 1,9 million d'euros. Il a été ouvert à la circulation le 26 juillet 2010. 

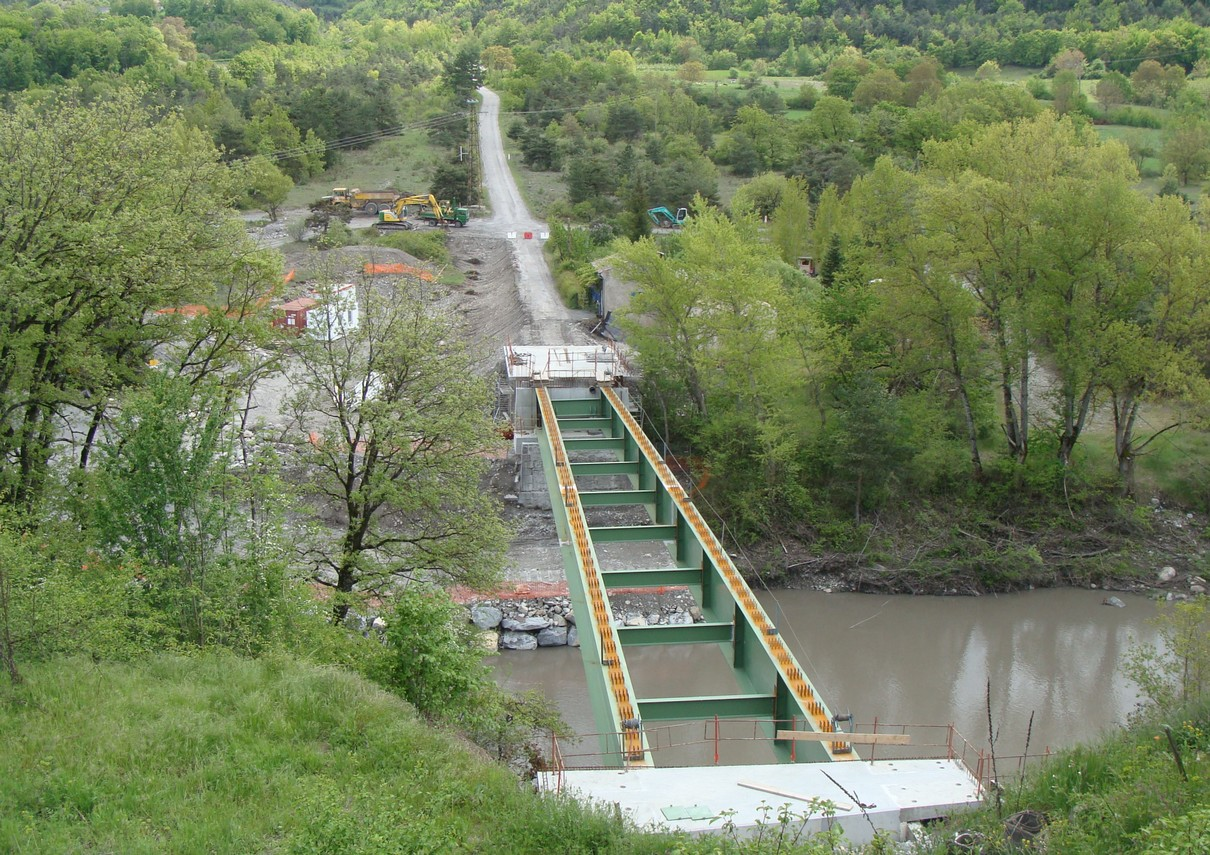
Le nouveau pont en construction (mai 2010).
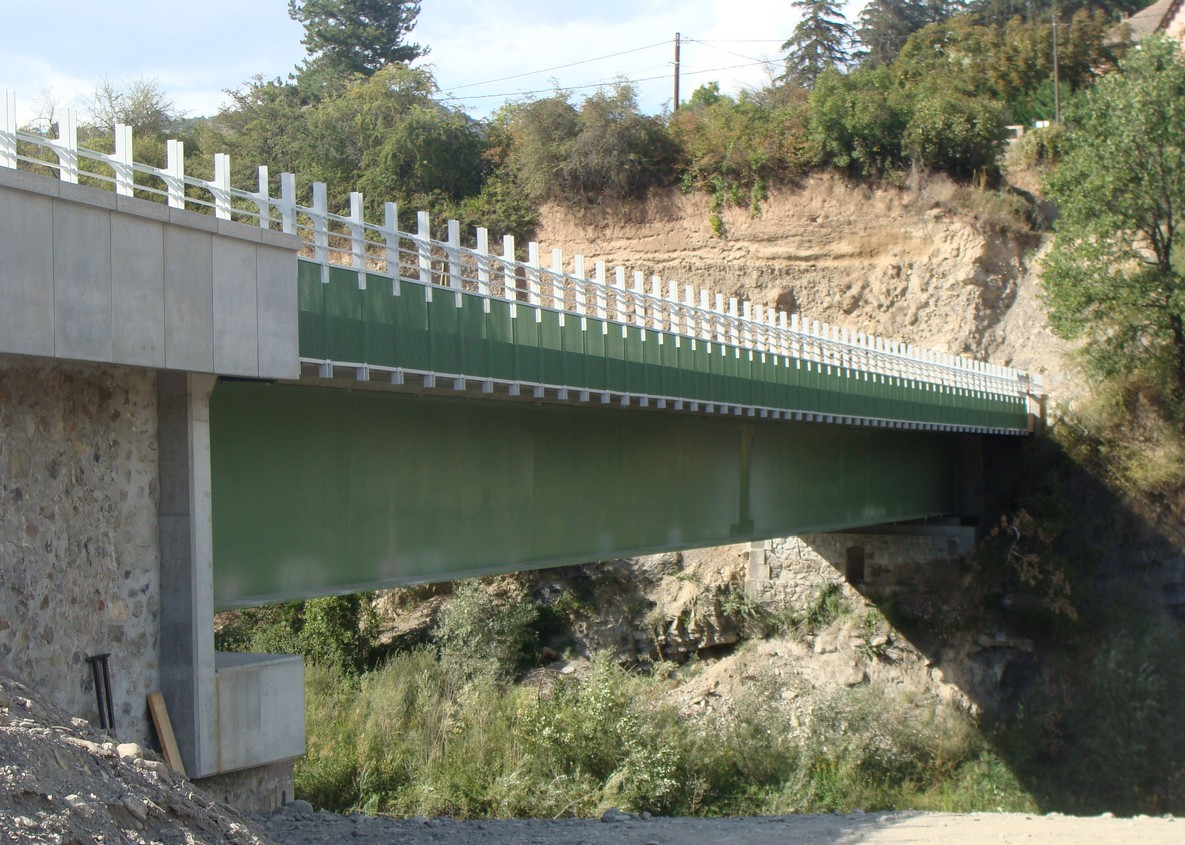
La structure du nouveau pont vue depuis la rive gauche.
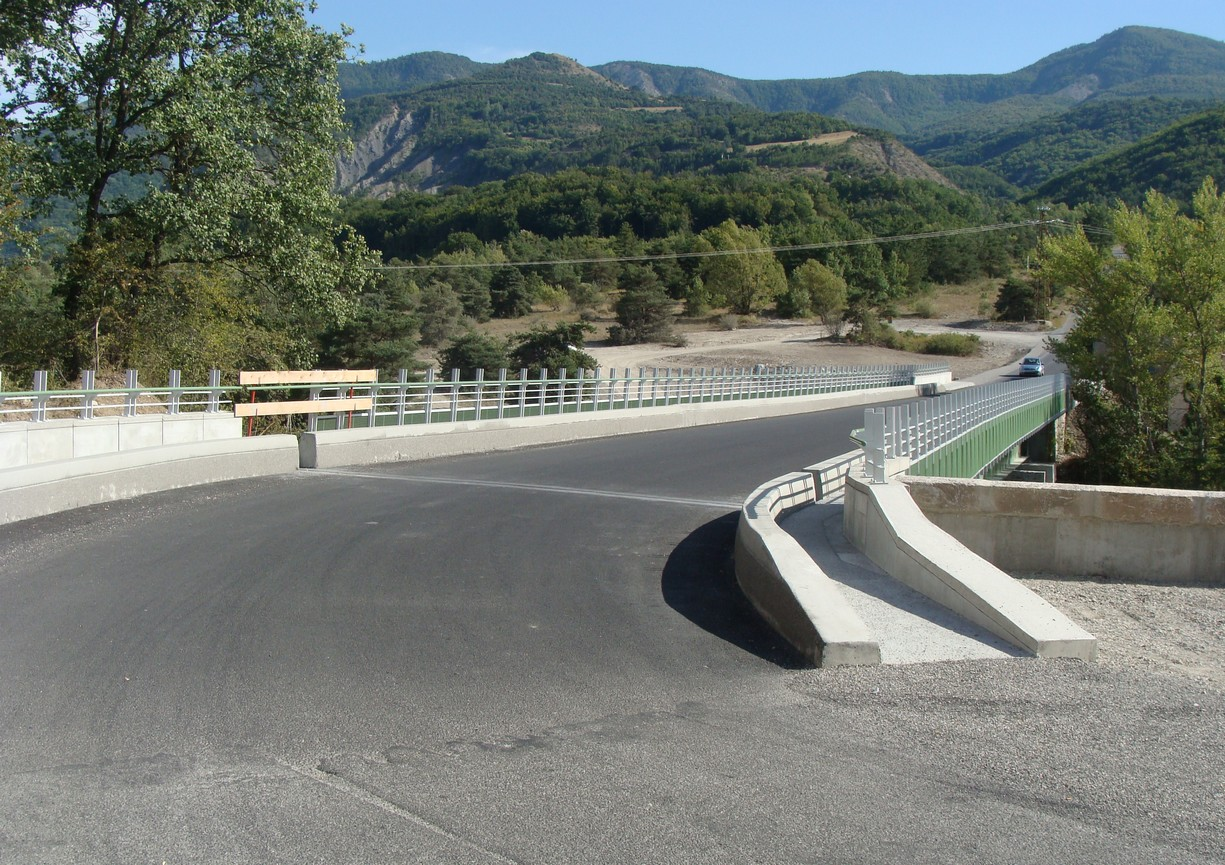
L'accès au nouveau pont côté rive droite.